# Puya ochroleuca
Puya ochroleuca är en gräsväxtart som beskrevs av Julio Betancur och Callejas. Puya ochroleuca ingår i släktet Puya och familjen Bromeliaceae.
Artens utbredningsområde är Colombia. Inga underarter finns listade i Catalogue of Life.